# Пужиці-Трояни
Пужиці-Трояни (пол. Purzyce-Trojany) — село в Польщі, у гміні Ґрудуськ Цехановського повіту Мазовецького воєводства.
Населення — 138 осіб (2011).
У 1975-1998 роках село належало до Цехановського воєводства.

## Демографія
Демографічна структура станом на 31 березня 2011 року:
|          | Загалом | Допрацездатний вік | Працездатний вік | Постпрацездатний вік |
| -------- | ------- | ------------------ | ---------------- | -------------------- |
| Чоловіки | 71      | 20                 | 43               | 8                    |
| Жінки    | 67      | 12                 | 40               | 15                   |
| Разом    | 138     | 32                 | 83               | 23                   |